# Ярославский театр юного зрителя
Ярославский государственный театр юного зрителя  имени В. С. Розова — театр юного зрителя в Ярославле, государственное учреждение культуры Ярославской области.

## Здание
Детский театральный комплекс на улице Свободы в стиле постмодернизма был построен в 1974—1983 годах по проекту 1969 года. Общий объём здания 75 600 м³, общая площадь 15 000 м². Объединяет два театра: Театр юного зрителя со сценами на 750 и 120 мест и Театр кукол со сценой на 300 мест.
Архитекторами были В. Шульрихтер, Т. Целищева и М. Рябова; конструкторами — И. Брук и И. Кольчук. В создании принимали участие ярославские скульпторы и художники: А. Молодцов (композиции из шамота для фойе кукольного театра), И. Трейвус и Ю. Золотов (скульптура «Лель» для интерьера фойе, детали декора двухэтажной стены, общей для помещений летнего сада и фойе на втором этаже), Е. Пасхина и И. Брандуков (скульптурные композиции фасадов), керамисты А. Егоров, А. Монахов.
Здание является композиционным центром площади, организованной вокруг него по проекту института «Ярославгражданпроект» и получившей соответствующее название — площадь Юности.

## История
Ярославский государственный театр юного зрителя открылся 22 февраля 1984 года спектаклем «Вечно живые» по пьесе Виктора Розова, имевшего к открытию театра непосредственное отношение.
В конце 1980-х годов театр назывался «Театр на площади Юности».
За прошедшие четверть века состоялось 139 премьер.
Постоянный участник российских и международных театральных фестивалей театров для детей и молодёжи. Лауреат Российско-турецкого фестиваля современной драматургии и театра в Москве (2000). 6 раз становился обладателем Областной театральной премии имени Ф. Г. Волкова.
Театром руководили режиссёры Сергей Розов, Станислав Таюшев, Роман Мархолиа, Александр Кузин, Игорь Ларин.

## Коллектив
Руководство
- Сергей Михайлович Дубровин — директор с 14 февраля 2025[3]
- Марина Вячеславовна Мартынова — заведующий труппой
- Илья Юрьевич Ершов  — заведующий музыкальной частью

Народные артисты
- Виталий Львович Стужев

Заслуженные артисты
- Виктор Иванович Григорюк
- Юрий Иванович Иванов
- Евгения Владимировна Засухина[4]
- Юрий Аркадьевич Клипп †
- Алла Константиновна Кормакова
- Олег Александрович Челноков
- Иван Владимирович Баранов